# Liste des personnages des Monsieur Madame
Cette liste présente la collection des Monsieur Madame, publiée à partir de 1971 au Royaume-Uni et en France dès 1983.
En 2021, On observe la disparition de deux Madames dans les collections actuelles : Madame Moi-Je (Little Miss Show-off) et Madame Collet-Monté (Little Miss Prim)[réf. nécessaire]
Monsieur Mensonge et Madame Surprise sont les derniers livres de la collection, apparus en 2024.

## Monsieur
Le classement correspond à la numérotation française. 
Le numéro en fin de ligne à la numérotation anglaise, respectant l’ordre de parution anglais original depuis 1971.
1. Monsieur Chatouille (VO août 1971, VF septembre 1983) (Mr. Tickle) N°1
2. Monsieur Rapide (VO mars 1978, VF mars 1984) (Mr. Busy) N°38
3. Monsieur Farceur (VO mars 1978, VF mars 1984) (Mr. Mischief) N°36
4. Monsieur Glouton (VO août 1971, VF mai 1983) (Mr. Greedy) N°2
5. Monsieur Rigolo (VO janvier 1976, VF septembre 1983) (Mr. Funny) N°18
6. Monsieur Costaud (VO avril 1976, VF mai 1983) (Mr. Strong) N°26
7. Monsieur Grognon (La VF est la VO : mars 1992) (Mr. Grumble) N°41
8. Monsieur Curieux (VO août 1971, VF septembre 1983) (Mr. Nosey) N°4
9. Monsieur Nigaud (VO avril 1976, VF mai 1983) (Mr. Dizzy) N°24
10. Monsieur Rêve (VO août 1972, VF mars 1984) (Mr. Daydream) N°13
11. Monsieur Bagarreur (La VF est la VO : mars 1992) (Mr. Crosspatch)
12. Monsieur Inquiet (VO mars 1978, VF mai 1983) (Mr. Worry) N°32
13. Monsieur Non (La VF est la VO : mars 1992) (Mr. No)
14. Monsieur Heureux (VO août 1971, VF septembre 1983) (Mr. Happy) N°3
15. Monsieur Incroyable (VO avril 1976, VF mai 1983) (Mr. Impossible) N°25
16. Monsieur À l'Envers (VO août 1972, VF mars 1986) (Mr. Topsy-Turvy) N°9
17. Monsieur Parfait (La VF est la VO : mars 1992) (Mr. Perfect) N°42
18. Monsieur Méli-Mélo (VO avril 1976, VF mars 1986) (Mr. Muddle) N°23
19. Monsieur Bruit (VO janvier 1976, VF mai 1983) (Mr. Noisy) N°16
20. Monsieur Silence (VO mars 1978, VF mai 1983) (Mr. Quiet) N°29
21. Monsieur Avare (VO janvier 1976, VF mars 1984) (Mr. Mean) N°19
22. Monsieur Sale (VO août 1972, VF mars 1984) (Mr. Messy) N°8
23. Monsieur Pressé (VO mars 1978, VF mai 1983) (Mr. Rush) N°30
24. Monsieur Tatillon (VO avril 1976, VF septembre 1983) (Mr. Fussy) N°21
25. Monsieur Maigre (VO mars 1978, VF septembre 1983) (Mr. Skinny) N°35
26. Monsieur Malin (VO mars 1978, VF mars 1984) (Mr. Clever) N°37
27. Monsieur Malpoli (VO août 1972, VF mars 1984) (Mr. Uppity) N°11
28. Monsieur Endormi (VO janvier 1976, VF septembre 1983) (Mr. Lazy) N°17
29. Monsieur Grincheux (VO mars 1978, VF mai 1983) (Mr. Grumpy) N°27
30. Monsieur Peureux (VO janvier 1976, VF mars 1984) (Mr. Jelly) N°15
31. Monsieur Étonnant (VO août 1972, VF septembre 1983) (Mr. Silly) N°10
32. Monsieur Farfelu (VO mars 1978, VF mars 1984) (Mr. Wrong) N°34
33. Monsieur Malchance (VO août 1971, VF septembre 1983) (Mr. Bump) N°6
34. Monsieur Lent (VO octobre 1978, VF septembre 1983) (Mr. Slow) N°39
35. Monsieur Neige (VO janvier 1972, VF mars 1986) (Mr. Snow) N°7
36. Monsieur Bizarre (VO mars 1978, VF mars 1984) (Mr. Nonsense) N°33
37. Monsieur Maladroit (VO mars 1978, VF mai 1983) (Mr. Clumsy) N°28
38. Monsieur Joyeux (La VF et la VO : mars 1992) (Mr. Cheerful) N°43
39. Monsieur Étourdi (VO janvier 1976, VF septembre 1983) (Mr. Forgetful) N°14
40. Monsieur Petit (VO août 1972, VF mai 1983) (Mr. Small) N°12
41. Monsieur Bing (VO avril 1976, VF mars 1984) (Mr. Bounce) N°22
42. Monsieur Bavard (VO janvier 1976, VF septembre 1983) (Mr. Chatterbox) N°20
43. Monsieur Grand (VO mars 1978, VF mai 1983) (Mr. Tall) N°31
44. Monsieur Courageux (La VF est la VO : mars 1992) (Mr. Brave) N°40
45. Monsieur Atchoum (VO août 1971, VF mars 1984) (Mr. Sneeze) N°5
46. Monsieur Gentil (VO avril 2003, VF février 2004) (Mr. Good) N°46
47. Monsieur Mal Élevé (VO avril 2003, VF février 2004) (Mr. Rude) N°45
48. Monsieur Génial (VO avril 2003, VF février 2004) (Mr. Cool) N°44
49. Monsieur Personne (VO/VF mars 2010) (Mr. Nobody) N°47
50. Monsieur Formidable (VO/VF janvier 2016) (Mr. Marvelous) N°48
51. Monsieur Aventure (VO printemps 2016, VF juillet 2016) (Mr. Adventure) N°49
52. Monsieur Tranquille  (VO/VF septembre 2021) (Mr. Calm) N°50
53. Monsieur Mensonge (VF septembre 2024)

Monsieur Non et Monsieur Bagarreur sont les seuls à n'avoir été publiés qu'en France.
Notons l'existence de Monsieur Noël (octobre 2006) et de Monsieur Anniversaire (février 2007), qui appartiennent à la collection « Paillettes », ainsi que de Monsieur Glouglou, qui a été exclusivement créé pour la marque Évian.Il existe M.Têtu, M.Nerveux et M.Tête en l'air qui sont dans la série télévisé Mr Men Show

## Madame
1. Madame Autoritaire (VO septembre 1981, VF février 1985) (Little Miss Bossy)
2. Madame Tête-En-L'Air (VO septembre 1981, VF février 1985) (Little Miss Scatterbrain)
3. Madame Range-Tout (la VO est la VF : mars 1990) (Little Miss Tidy)
4. Madame Catastrophe (VO septembre 1981, VF février 1985) (Little Miss Helpful)
5. Madame Acrobate (la VO est la VF : mars 1990) (Little Miss Somersault)
6. Madame Magie (VO septembre 1981, VF février 1985) (Little Miss Magic)
7. Madame Proprette (VO septembre 1981, VF mars 1986) (Little Miss Neat)
8. Madame Indécise (VO 1984, VF mars 1986) (Little Miss Fickle)
9. Madame Petite (VO septembre 1981, VF février 1985) (Little Miss Tiny)
10. Madame Tout-Va-Bien (la VO est la VF : mars 1992) (Little Miss Carefree)
11. Madame Tintamarre (la VO est la VF : mars 1990) (Little Miss Loud)
12. Madame Timide (VO septembre 1981, VF février 1985) (Little Miss Shy)
13. Madame Boute-En-Train (la VO est la VF : mars 1990) (Little Miss Fun)
14. Madame Canaille (VO septembre 1981, VF février 1985) (Little Miss Naughty)
15. Madame Beauté (VO septembre 1981, VF février 1985) (Little Miss Splendid)
16. Madame Sage (la VO est la VF : mars 1990) (Little Miss Wise)
17. Madame Double (VO 1984, VF mars 1986) (Little Miss Twins)
18. Madame Je-Sais-Tout (la VO est la VF : mars 1992) (Little Miss Brainy)
19. Madame Chance (VO 1984, VF mars 1986) (Little Miss Lucky)
20. Madame Prudente (la VO est la VF : mars 1990) (Little Miss Careful)
21. Madame Boulot (la VO est la VF : mars 1990) (Little Miss Busy)
22. Madame Géniale (la VO est la VF : mars 1992) (Little Miss Brilliant)
23. Madame Oui (la VO est la VF : mars 1992) (Little Miss Yes)
24. Madame Pourquoi (la VO est la VF : mars 1990) (Little Miss Curious)
25. Madame Coquette (la VO est la VF : mars 1990) (Little Miss Pretty)
26. Madame Contraire (VO 1984, VF mars 1986) (Little Miss Contrary)
27. Madame Têtue (la VO est la VF : mars 1992) (Little Miss Stubborn)
28. Madame En Retard (VO septembre 1981, VF février 1985) (Little Miss Late)
29. Madame Bavarde (VO 1984, VF mars 1986) (Little Miss Chatterbox)
30. Madame Follette (VO 1984, VF mars 1986) (Little Miss Dotty)
31. Madame Bonheur (VO septembre 1981, VF février 1985) (Little Miss Sunshine)
32. Madame Vedette (VO 1984, VF mars 1986) (Little Miss Star)
33. Madame Vite-Fait (la VO est la VF : mars 1990) (Little Miss Quick)
34. Madame Casse-Pieds (la VO est la VF : mars 1992) (Little Miss Busy-Body)
35. Madame Dodue (VO septembre 1981, VF février 1985) (Little Miss Plump)
36. Madame Risette (VO 1984, VF mars 1986) (Little Miss Giggles)
37. Madame Chipie (VO septembre 1981, VF février 1985) (Little Miss Trouble)
38. Madame Farceuse (VO avril 2003, VF février 2004) (Little Miss Bad)
39. Madame Malchance (VO septembre 2003, VF février 2004) (Little Miss Whoops)
40. Madame Terreur (VO avril 2003, VF février 2004) (Little Miss Scary)
41. Madame Princesse (VO / VF mars 2011) (Little Miss Princess)
42. Madame Câlin (VO / VF mai 2014) (Little Miss Hug)
43. Madame Fabuleuse (VO / VF mars 2016) (Little Miss Fabulous)
44. Madame Lumineuse (VO / VF octobre 2016) (Little Miss Sparkle)
45. Madame Invention (VO / VF mars 2018) (Little Miss Inventor)
46. Madame Courage (VO / VF septembre 2021) (Little Miss Brave)
47. Madame Surprise (VO septembre 2024 / VF octobre 2024)
48. Madame Moi-je (non rééditée) (la VO est la VF : mars 1990) (Little Miss Show-Off)
49. Madame Collet-monté (non rééditée) (la VO est la VF : mars 1990) (Little Miss Prim)

Notons l'existence de Madame Noël (octobre 2006) et de Madame Anniversaire (février 2007) qui appartiennent à la collection « Paillettes », ainsi que de Madame Exploratrice, qui a été exclusivement créée pour l'aéroport d'Heathrow. Par ailleurs, Madame Stella (McCartney) a été créée dans le cadre d'une collection spéciale initiée par la créatrice du même nom. En Australie, l'histoire de Madame Jalouse a été publiée : plus elle est jalouse et envieuse, plus elle devient verte.Il existe Madame supersonique et Madame Maladroite qui sont dans la série téléviser Mr Men Show.